# غوغول بورديلو
غوغول بورديلو (بالإنجليزية: Gogol Bordello)‏ هي فرقة بانك روك غنائية أمريكية. تأسست في سنة 1999. اسمها مستوحى من الكاتب الروسي نيقولاي غوغول. أنتجت هذه الفرقة سبعة ألبومات منذ سنة 1999 وهي تتألف حالياً من ثماني أعضاء منهم أوجين هوتز وتوماس غوبينا.